# هیوندای آئرو
هیوندایی آئرو (Hyundai Aero) خودرویی است که در سال‌های ۱۹۸۵ تا ۲۰۰۶/ >Aero Space: ۱۹۹۵–۲۰۱۰تولید شده‌است. سیستم جعبه‌دندهٔ آن به دو صورت خودکار و دستی است.